# S Водолея
S Водолея (лат. S Aquarii), HD 216907 — одиночная переменная звезда в созвездии Водолея на расстоянии (вычисленном из значения параллакса) приблизительно 3786 световых лет (около 1161 парсека) от Солнца. Видимая звёздная величина звезды — от +15m до +7,6m.

## Характеристики
S Водолея — красная углеродная пульсирующая переменная звезда, мирида (M) спектрального класса M4e-M6e. Эффективная температура — около 3288 К.